# Защита свидетелей

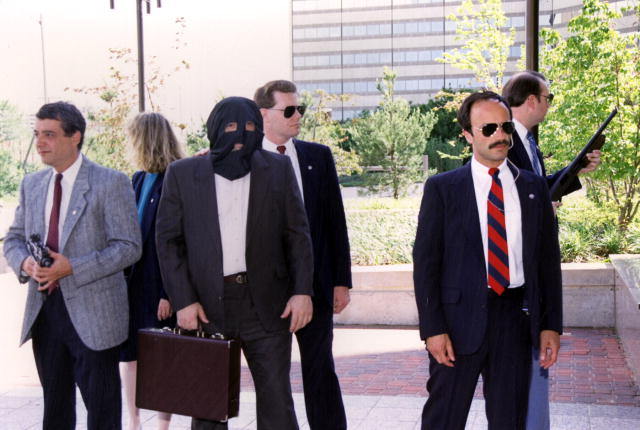
Учения Службы маршалов США по защите свидетелей

Защита свидетелей — совокупность мер по обеспечению безопасности свидетелей (в некоторых случаях и потерпевших) на время проведения судебного разбирательства, а в случае необходимости и после его окончания. В некоторых случаях под термином «защита свидетелей» подразумевается защита обвиняемых, пострадавших и должностных лиц, участвующих в процессе. Как правило, защита свидетелей применяется при разбирательстве дел, связанных с организованной преступностью, а именно с тяжкими и особо тяжкими преступлениями.
Свидетель как участник уголовного судопроизводства играет крайне важную роль в решении одной из приоритетных задач уголовного процесса — установлении истины и восстановления картины происшествия. Защита свидетеля считается необходимой в связи с тем, что обвиняемый может либо попытаться избавиться от свидетеля, либо путём угроз заставить его отказаться от дачи показаний. Защита может сводиться к обеспечению простой физической безопасности с целью предотвращения давления на участников процесса, а иногда и к более серьёзными мерам — смене места жительства, работы и учёбы, а иногда и полной смене личности (выдача новых документов, изменение внешности путём пластической операции). Защита свидетелей может подразумевать под собой также защиту не только самих участников делопроизводства, но и их родственников.

## Защита свидетелей по странам
В большинстве государств правом принятия решения о применении мер безопасности в отношении свидетелей наделены подразделения полиции. Следственные и судебные органы только инициируют необходимость обеспечения этой защиты. Существует практика разделения угроз по степени опасности. Если нет прямых и реальных угроз жизни и здоровью свидетеля, то защитой занимаются участковые инспекторы, если угрозы возникают — вмешиваются подразделения по защите свидетелей. При принятии решения об обеспечении защиты коллеги руководствуются пользой показаний для проводимого расследования. Как правило, до 90% участников программы защиты свидетелей в других странах — лица с криминальным прошлым. Возможность защиты свидетелей закреплена не во всех странах законодательно: участникам судебных процессов может предоставляться неофициальная защита.
Несмотря на все усилия программ защиты свидетелей в разных странах мира, имели место случаи, когда находившиеся под защитой свидетели либо сами нарушали положения и выдавали себя, либо же преступники совершали на них покушения.

### Австралия
Австралийская федеральная полиция управляет Национальной программой защиты свидетелей (англ. National Witness Protection Program), которая была принята в соответствии с Актом о национальной защите свидетелей от 1984 года, обеспечивающего государственную защиту тем свидетелям и лицам, оказывающим помощь следствию, которым угрожает серьёзная опасность. Однако решение о включении свидетеля в программу защиты зависит от обстоятельств дела и предусматривает тщательную оценку всей ситуации.

### Беларусь
25 января 2016 года постановлением Совета министров Республики Беларусь №44 был утверждён действующий порядок защиты лиц, содействующих правосудию. К этим лицам относятся люди, которые на конфиденциальной основе оказывают содействие органам, занимающимся оперативно-розыскной деятельностью, и в отношении которых существует реальная угроза жизни, здоровью и сохранности имущества. Под защиту также попадают родные и близкие вышеозначенных лиц; судьи, должностные лица правоохранительных и контролирующих (надзорных) органов; сотрудники органа госохраны и их близкие; участники уголовного процесса, которые защищают свои или представляемые права или интересы. Среди мер безопасности предусмотрены личная охрана, охрана жилья и имущества, выдача спецсредств индивидуальной защиты и оповещения об опасности, временное помещение в безопасное место, перевод на другую работу, переселение на другое место жительства, изменение данных удостоверения личности и полная замена документов.

### Великобритания
В Великобритании действует Служба защищённых персон Великобритании (англ. UK Protected Persons Service), отвечающая за безопасность порядка 3 тысяч человек (данные на январь 2014 года) и входящая в состав Национального агентства по борьбе с преступностью. Служба образована в 2013 году и действует в составе региональной полиции: до её образования ответственность за защиту свидетелей возлагалась сугубо на местных полицейских. Обеспечивается безопасность не только свидетелей на судебных процессах, но и лиц, ставших жертвами «посягательств на честь и достоинство».

### Германия
В Германии процедура защиты свидетелей является основной задачей предотвращения опасности, особенно в рамках борьбы против организованной преступности. Свидетели по уголовным делам обязаны участвовать в судебном процессе и давать показания, согласно параграфу 48 Уголовно-процессуального кодекса Германии, однако и на потерпевших, и на свидетелей может часто оказываться психологическое давление в ходе допросов. Вследствие этого существуют определённые границы и пределы, которые следствие ради защиты прав граждан на справедливое судебное разбирательство и законные интересы не должно нарушать.
Защита регулируется законом «О регулировании вопросов обеспечения защиты свидетелей, которым угрожает опасность», который был принят Бундестагом 30 апреля 1998 года. Для её обеспечения были внесены изменения в Кодекс социального права и ряд немецких законов, в том числе «О регистрации по месту жительства», «О паспортной системе», «О дорожном движении», «Об удостоверениях личности», «Об изменении фамилий и имен», «О гражданстве» и «О подоходном налоге».

### Израиль

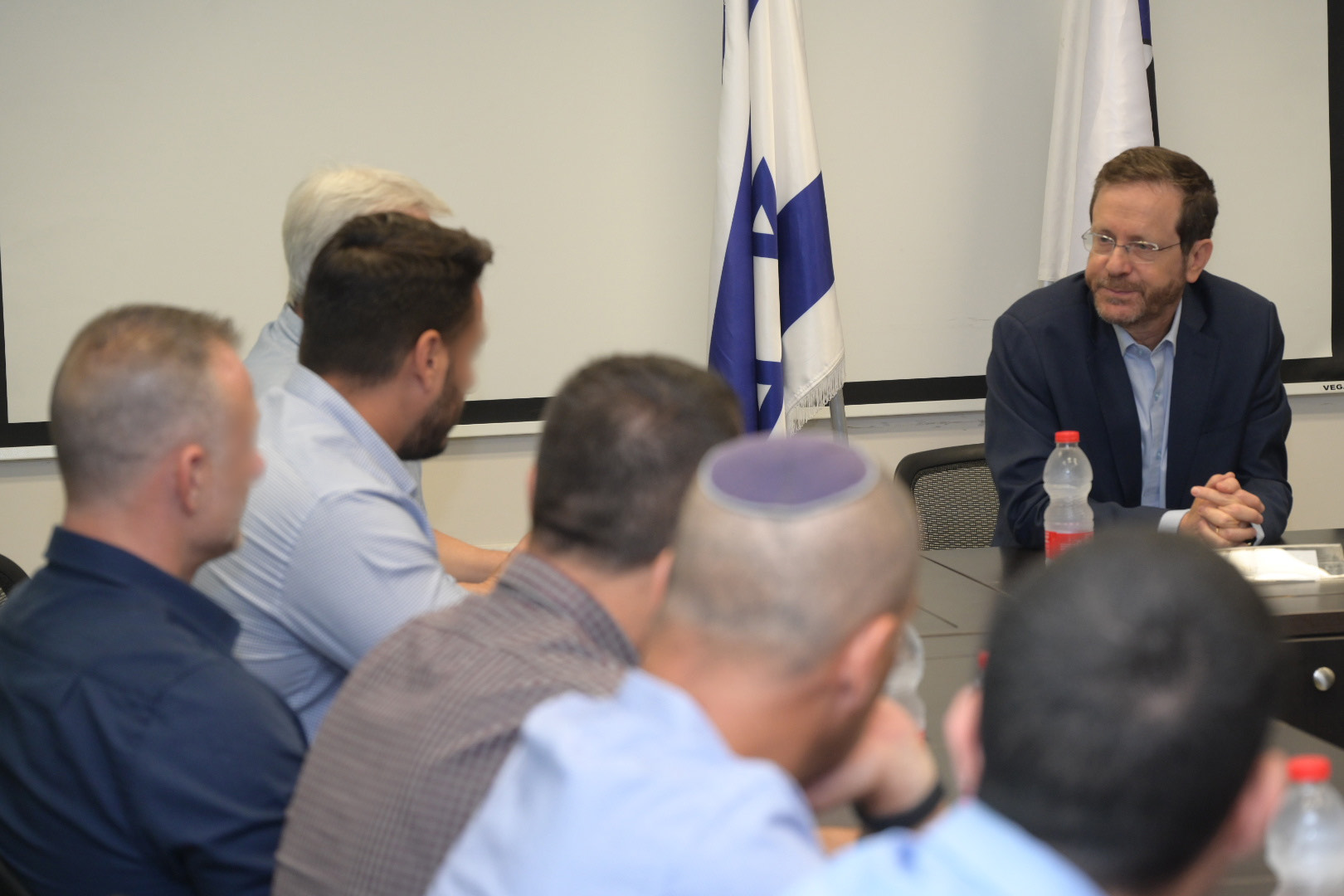
Президент Израиля Ицхак Герцог на встрече с руководством Управления по защите свидетелей, май 2022 года

В 2008 году в Израиле был принят «Закон о защите свидетелей», в соответствии с которым при Министерстве внутренней безопасности появилось Управление по защите свидетелей.

### Индонезия
В 2006 году в Индонезии вступил в силу закон № 13 «О защите свидетелей и жертв», который впервые позволил в соответствии с местным уголовно-процессуальным кодексом предпринимать все меры по защите свидетелей, пострадавших в результате преступлений, истцов и сотрудничающих со следствием лиц (особенно тех, кто участвует в деятельности Комиссии по искоренению коррупции).

### Ирландия
В Ирландии действует Программа защиты свидетелей, которой руководит Генеральный прокурор Ирландии. Непосредственно обеспечением безопасности свидетелей занимается Специальный детективный отдел Гарда Шихана (полиции Ирландии). Программа появилась в 1997 году: поводом для этого стало убийство журналистки Вероники Герен, которая была убита в 1996 году бандой наркоторговцев, о деятельности которой она публиковала статьи. В соответствии с положениями программы под защиту попадают лица, проходящие свидетелями по уголовным делам об организованной преступности и террористических группах. Правительство Ирландии обеспечивает защиту только тем лицам, которые оказывают помощь в расследовании полицией уголовных дел. Свидетели, попавшие под программу защиты, получают новые документы, меняют место жительства и обеспечиваются вооружённой охраной в Ирландии или за границей (обычно в англоязычной стране). Поскольку свидетелям приходится уйти с прежней работы, им обеспечивается финансовая поддержка. Охрану свидетелей, которые отправляются на судебные заседания для дачи показаний, обеспечивает отряд быстрого реагирования, оснащённый лучшим вооружением и снаряжением. По данным на 2012 год, не было зафиксировано ни единого случая, когда находившемуся под защитой свидетелю наносили вред.

### Италия
В 1991 году в Италии официально начала действовать программа защиты свидетелей, связанная с необходимостью обеспечить безопасность членов мафии, пошедших на сотрудничество с государственными службами. За реализацию этой программы отвечало Центральная служба охраны при Государственной полиции. До внедрения подобной программы защиту свидетелей полиция обеспечивала только в исключительных случаях, хотя попытки полицейских часто терпели неудачу. Новая программа была сконцентрирована на помощи пентито — лицам, отрёкшимся от преступных или террористических группировок и решившим вопреки омерте (кодексу молчания у мафии) сотрудничать с государственными органами правопорядка.
На создание программы защиты свидетелей повлиял так называемый процесс Макси против Коза ностра, проходивший в 1980-е годы: для защиты двух информаторов, Томмазо Бушетта и Сальваторе Конторно, итальянцы обратились за помощью к ФБР. Институт помощи пентито развивался активно в «свинцовые семидесятые», однако программу защиты свидетелей удалось довести до совершенства только в начале 1990-х годов: к тому моменту в Италии появилось достаточно много пентито — бывших членов не только Коза ностра, но и таких группировок, как Каморра, Ндрангета, Сакра Корона Унита, Банда делла Мальяна и многих других.
В соответствии с итальянским законодательством арестованный член мафии, пошедший на сделку со следствием (пентито), может избежать сурового наказания: тюремный срок ему могут сократить на треть или половину, а пожизненное лишение свободы заменить на конкретный большой тюремный срок. Осуждённые, согласившиеся сотрудничество со следствием, получают право заниматься исправительными работами вне тюрьмы, право на краткосрочный отпуск или даже домашний арест. Особо разговорчивых осуждённых отправляют в специальные тюрьмы, где нет возможности установить контакт с мафией. Родственников свидетеля охраняет полиция.
Одним из успехов программы стал арест Антонио «Мануцца» Жюфре, одного из главарей мафии. По состоянию на 2015 год в тюрьмах Италии содержалось около 300 крупных боссов сицилийской мафии. Значительная часть участников программы защиты свидетелей получила новые паспорта с личными данными и долгое время (если не всю оставшуюся жизнь) проживала под охраной правительственных служб. Тем не менее, некоторых её участников это не спасло от гибели: в частности, погибли Клаудио Сицилия и Луиджи Илардо.

### Канада
20 июня 1996 года в Канаде была выдана королевская санкция, одобрившая Акт о программе защиты свидетелей (англ. Witness Protection Program Act). Реализацией программы при поддержке на уровне правительства и полицейских структур занимается Королевская канадская конная полиция. В каждой канадской провинции есть координатор, ответственный за принятие свидетелей в программу защиты и наблюдение за ходом дела. По данным на 2003 год не было подтверждено ни одного случая убийства свидетелей. В правительстве Квебека подобную деятельность официально называют «защита лиц, сотрудничающих с органами юстиции» (фр. protection des collaborateurs de la justice).

### Новая Зеландия
Полиция Новой Зеландии в рамках дел организованных преступных группировок и особо опасных преступников обеспечивает защиту свидетелей в рамках специальной программы. Свидетелям обеспечивается реализация их первичных потребностей: при необходимости меняются их персональные данные (т.е. создаётся новая личность). Между полицией и Департаментом исполнения наказаний действует соглашение, согласно которому находящиеся под защитой свидетели должны быть защищены от каких-либо действий со стороны Департамента.
В 2007 году выяснилось, что из-за ошибки в компьютерной системе полиции люди, совершавшие в прошлом преступления и находившиеся под программой защиты свидетелей, могли скрывать информацию о совершённых ранее правонарушениях в случае повторного ареста. О системном сбое заговорили на фоне случившейся ранее трагедии, когда 26-летний Джонатон Барклай (англ. Jonathon Barclay), который ранее был арестован за вождение в пьяном виде, сумел каким-то образом скрыть информацию об этом, а спустя месяц сбил насмерть 20-летнюю Дэбби Эштон (англ. Debbie Ashton), получив пять лет тюрьмы. Мать погибшей потребовала от полиции объяснений того, почему Барклай остался на свободе после ареста за вождение в пьяном виде.

### Россия
В России в настоящее время существует ряд законов и нормативно-правовых актов, направленных на защиту свидетелей в уголовном процессе. Защита свидетелей реализуется в соответствии с Федеральным законом № 119-ФЗ «О государственной защите потерпевших, свидетелей и иных участников уголовного судопроизводства», принятым 20 августа 2004 года. Меры защиты изложены в «Правилах применения отдельных мер безопасности в отношении потерпевших, свидетелей и иных участников уголовного судопроизводства», принятых 27 октября 2006 года. В соответствии с законодательством участниками программы защиты свидетелей являются все участники уголовного судопроизводства, в отношении которых существуют угрозы жизни, здоровью и имуществу, а также их родственники. Меры защиты предусматривают предоставление личной охраны, охраны жилища и имущества; выдачу специальных средств индивидуальной защиты, связи и оповещения об опасности, а также обеспечение конфиденциальности сведений о защищаемом лице. В случае, если рассматривается уголовное дело по тяжким или особо тяжким преступлениям, в отношении участников программы могут быть применены такие меры, как смена места жительства, замена документов, изменение внешности, изменение места работы (службы) или учёбы.
Первая программа защиты свидетелей действовала в 2006—2008 годах, вторая — в 2009—2013 годах, третья — в 2014—2018 годах, причём в конце октября 2018 года её действие продлили до 2023 года включительно.  Программу защиты граждан координирует Центр государственной защиты свидетелей МВД, однако в защите свидетелей могут также участвовать ФСБ, ФСКН, таможня, ФСИН и министерство обороны в зависимости от того, какое ведомство занимается расследованием дела. По данным МВД Российской Федерации, всего с 2006 года по начало 2023 года участниками федеральной программы защиты свидетелей стали более 39 тысяч человек. В феврале 2023 года МВД Российской Федерации представило новый проект программы защиты свидетелей, рассчитанный на 2024—2028 годы. Его главным исполнителем должно было стать МВД, соисполнителями — ФСБ, Минобороны, Федеральная таможенная служба, Федеральная служба исполнения наказаний и Роструд. В рамках проекта предполагалось укрепление материально-технической базы подразделений, отвечающих за безопасность граждан: на финансирование предлагалось выделить всего 714 млн рублей из бюджета.

### США
В США защита свидетелей законодательно была закреплена Законом о контроле над организованной преступностью, вступившем в силу в 1970 году. Реализацией этой программы занимается Служба маршалов США. Прежде защита свидетелей организовывалась только в рамках уголовных дел против «Ку-клукс-клана» в соответствии с Актом о «Ку-клукс-клане» 1871 года. Идею смены личности реализовывала ещё в начале XX века ФБР, обеспечивая защиту отдельных свидетелей.
Такие штаты, как Калифорния, Коннектикут, Иллинойс, Нью-Йорк и Техас, а также собственно город Вашингтон имеют собственную программу защиты свидетелей в тех случаях, на которые не распространяется федеральная программа. Эти меры обеспечивают меньшую защиту, чем федеральная программа (в том числе и в плане количества участников).
Перед тем, как выделить средства на защиту свидетеля, сотрудники правоохранительных органов должны убедиться в наличии потенциальных или текущих угроз свидетелю: для этого они анализируют личность свидетеля и изучают, кто ему может угрожать, есть ли у угрожающих соответствующие средства, мотивация и возможности претворить угрозы в жизнь, насколько вероятна и серьёзна угроза и т.д. Если сотрудники убедятся, что угроза достаточно серьёзна, то на охрану свидетеля выделяются все соответствующие средства, позволяющие ему также появиться в суде и дать нужные показания. Визы типа S-5 или S-6 позволяют привлечь по этой программе и иностранных граждан, способных дать соответствующие показания в суде. T-визы могут использоваться, чтобы помочь жертвам похищений и торговли людьми дать показания по возбуждённым в США соответствующим уголовным делам.
С момента принятия программы в США к 2003 году через неё прошли 16 тысяч человек, из которых 7 тысяч проживали под вымышленными именами в разных частях страны. Самым известным клиентом этой программы стал бывший агент ФБР Джозеф Доминик Пистоне, который внедрился в мафию в 1970-е годы и благодаря показаниям которого в тюрьму попали более 100 гангстеров: в рамках программы ему изменили личные данные, чтобы избежать мести со стороны мафиози, назначивших награду в 500 тысяч долларов за голову Пистоне. По данным Рутгерского университета за 2010 год, 95% участников программы защиты свидетелей были бывшими членами преступных группировок или преступниками, хотевшими покончить со своим криминальным прошлым.

### Таиланд
Реализацией защиты свидетелей в Таиланде занимается Министерство юстиции. С 1996 по 1997 годы разрабатывался проект внесения поправок в Конституцию королевства, в котором присутствовал пункт о гарантиях безопасности участникам судебных процессов. В середине 2003 года в Конституцию были внесены соответствующие поправки, а позже был запущен сайт Управления защиты свидетелей.

### Тайвань
На Тайване с 9 февраля 2000 года действует Акт о защите свидетелей.

### Украина
На Украине защиту свидетелей, в зависимости от места проведения судебного процесса и сущности разбираемого дела, обеспечивали в разное время спецподразделения МВД Украины «Грифон» и «Беркут», а также сотрудники Службы безопасности Украины. С 2019 года эти обязанности возлагаются на Службу судебной охраны.

### Швейцария
Швейцарское законодательство обеспечивает реализацию программы защиты свидетелей благодаря отделу защиты свидетелей, входящему в состав Федерального управления полиции.

## В массовой культуре
Популяризацию программы защиты свидетелей обеспечили отчасти голливудские фильмы, герои которых защищали важных свидетелей в уголовных делах против организованной преступности, порой рискуя жизнью. Среди этих фильмов известны:
- «Стиратель» (1996, в главной роли Арнольд Шварценеггер)[47]
- «Защита свидетелей[англ.]» (1999)
- «Рот на замок!» (2000)
- «Защита свидетелей» (сериал, 2011)